# Etilvia María Arjona Chang
Etilvia María Arjona Chang (Ciudad de Panamá, Panamá 12 de marzo de 1939-Ciudad de Panamá, Panamá, 13 de septiembre de 2018) fue una educadora, traductora e intérprete panameña. En 2005 fue acreedora del Premio J. F. Caillé, máximo galardón otorgado por la Fédération Internationale des Traducteurs. 
Fue fundadora del Instituto de Estudios de Posgrado en interpretación y traducción de la Facultad de Lenguas Extranjeras y Literaturas de la Universidad Católica Fu Jen de la República de China en Taiwán.

## Trayectoria
Etilvia Arjona se crio en una familia multicultural lo que promovió su interés por la comunicación culturas e idiomas.
Se graduó en Ciencias Políticas de la Universidad de Tulane. Hizo una maestría en Impresión Offset y Control de Calidad en el Instituto de Tecnología de Rochester, además de un postgrado en Metodología de la Enseñanza de Segunda Lenguas de la Universidad del Estado de Mons en Bélgica. De la Universidad de Ginebra recibió un diploma en Traducción e Interpretación. El doctorado en educación y psicología lo realizó en la Universidad de Stanford.  
Su trabajo se centró principalmente en promover mejoras en los procesos de traducción e interpretación tanto en Panamá como en el exterior. Fue directora del programa de traducción e interpretación del Instituto de Estudios extranjeros de Monterey, California (1974-1978). Fue directora fundadora del Instituto de Estudios de Posgrado en interpretación y traducción de la Facultad de Lenguas Extranjeras y Literaturas de la Universidad Católica Fu Jen de la República de China en Taiwán (1987-1991). Ejerció como directora del Centro de Estudios en Interpretación y Traducción de la Universidad de Hawái en Manoa (1991-1994). Trabajó en la Universidad de Stanford en el diseño y desarrollo de una prueba para medir la competencia comunicativa bilingüe y para analizar el examen federal para la certificación de intérpretes judiciales del gobierno federal de Estados Unidos. Fue fundadora del Laboratorio de lenguas de la Universidad de Panamá. Traductora e intérprete de inglés, francés y español. Impulsó la creación de la Asociación Panameña de Traductores e Intérpretes. Arjona fue profesora de la Universidad Católica Santa María la Antigua en Panamá y  dirigió el Centro para el Estudio de la Educación Superior desde el cual  representó a las universidades privadas panameñas en el Consejo Centroamericano de Acreditación de la Educación Superior ( 2004-2008).  Contribuyó al desarrollo de programas universitarios así como a la discusión sobre la calidad universitaria, planteando la importancia de tener en Panamá universidad de formación y universidades de investigación. Fue directora del Centro de Asesoramiento de Educación de Estados Unidos en Panamá a través del cual facilitó que muchos jóvenes pudieran estudiar inglés y licenciaturas en los Estados Unidos.

## Premios y reconocimientos
- 2013    Reconocimiento 10 Mujeres Pioneras en Ciencias, SENACYT, Panamá
- 2007    Doctorado en Pedagogía, honoris causa, Northwest Missouri State University
- 2010    Premio por Servicios Distinguidos, Southeast Missouri State University
- 2005    Profesora Honoraria, Universidad Católica Santa María la Antigua
- 2005    Premio J. F. Caillé, máximo galardón otorgado por la Fédération Internationale des Traducteurs
- 2000    Placa por Reconocimiento. Asociación Panameña de Traductores e Intérpretes
- 1991    Miembro, Comité de Premios Sterling. Estado de Hawái.
- 1990    Placa de Reconocimiento. Instituto de Traducción e interpretación, Universidad Católica de Fu Jen. Taiwán.
- 1987    Placa por Contribución Excepcional, Universidad Católica de Fu Jen. Taiwán.
- 1982    Premio por Servicios Distinguidos, Asociación de Intérpretes de la Corte de California.
- Premio de Mérito como Profesor Mortar Board, Universidad de Hawaii en Manoa.. [8]